# یوشیئو ماچیدا
یوشیئو ماچیدا (انگلیسی: Yoshio Machida؛ زادهٔ ۱ ژانویهٔ ۱۹۶۷) آهنگساز اهل ژاپن است.